# Alexei Zoi
Alexei Wladimirowitsch Zoi (russisch Алексей Владимирович Цой, englische Transkription: Alexey Tsoy; koreanisch 알렉세이 블라디 미로 비치 초이; * 2. April 1977 in Tschimkent, Kasachische SSR) ist ein kasachischer Arzt und Politiker. Seit dem 25. Juni 2020 ist er Gesundheitsminister Kasachstans.

## Leben
Alexei Zoi wurde 1977 in Tschimkent geboren. Er absolvierte ein Medizinstudium an der Staatlichen Medizinischen Akademie Südkasachstans, das er 2001 abschloss. Im Anschluss absolvierte er an derselben Hochschule ein Postgraduales Studium, im Zuge dessen er den akademischen Titel Kandidat der medizinischen Wissenschaften erwarb. 2007 machte einen weiteren Abschluss am Institute of International Law and International Business Daneker in Almaty. Zwischen 2012 und 2015 promovierte er an der Graduiertenschule für Unternehmensführung der Russischen Akademie für Volkswirtschaft und Öffentlichen Dienst beim Präsidenten der Russischen Föderation.
Seine Karriere begann Zoi in der Medizin. So arbeitete er ab 2001 als Chirurg in einer Klinik und am National Scientific Medical Center in der Hauptstadt Astana. Von 2002 bis 2007 arbeitete er als leitender Forscher am Zentrum für Rekonstruktive Chirurgie und Transplantologie und anschließend am medizinischen Zentrum der Präsidialverwaltung. Hier stieg er bis zum Leiter der Einrichtung auf. Von 2011 bis 2014 war er Chefarzt im Stadtkrankenhaus Nr. 1 in Astana.
Am 30. Dezember 2014 wechselte Zoi in die Politik, indem er zum stellvertretenden Minister für Gesundheit und soziale Entwicklung ernannt wurde. Nach einer Umbildung des Ministeriums war er ab dem 17. Februar 2017 stellvertretender Gesundheitsminister. Nach zwei Jahren wurde er dann Leiter der medizinischen Abteilung der Verwaltung des Präsidenten. Nachdem sich Gesundheitsminister Jelschan Birtanow mit dem Coronavirus infiziert hatte, wurde Zoi am 22. Juni 2020 zum ersten stellvertretenden Gesundheitsminister ernannt und übernahm somit kommissarisch die Amtsgeschäfte Birtanows. Nur drei Tage später trat Birtanow als Minister zurück und Zoi wurde neuer Gesundheitsminister Kasachstans.

## Persönliches
Zoi ist koreanischer Abstammung. Er ist verheiratet und hat zwei Söhne. Er verfügt über Sprachkenntnisse des Russischen, Kasachischen und Englischen.